# Rokin 69
Rokin 69 te Amsterdam is een gebouw aan het Rokin in Amsterdam-Centrum. Het is deels een rijksmonument.
Rond 1900 ontwikkelde de gracht Rokin zich als een soort financieel centrum. Diverse verzekeringsmaatschappijen vestigden zich hier (om even later weer te vertrekken). Toen het Rokin nog open water was dat in verbinding stond met de Amstel wilde de Britse "The Marine Insurance Company Limited" zich vestigen aan de hoek Rokin 69 en Wijde Lombardsteeg 2, 4, 6. Zij schakelden daarbij hun Nederlandse vertegenwoordiger Emanuel Orobio de Castro in, een belangrijke man binnen verzekeringsland. Daartoe moest een pakhuisachtig gebouw plaatsmaken. Architect Gerrit van Arkel ontwierp een gebouw, dat aangekondigd was als een verbouwing van het gebouw. In de praktijk kwam het erop neer dat er gesloopt werd met vervolgens een geheel nieuw pand.
Van Arkel kwam met een gebouw in de voor hem gangbare art nouveaustijl, hier en daar met invloeden van Hendrik Petrus Berlage. In 1914 werd het gebouw aan de achterzijde uitgebreid, daartoe moesten de Wijde Lombardsteeg 8 en Nes 80 geïntegreerd worden. Opnieuw was de architect Van Arkel, die overigens kantoor voerde op Damrak 80-81. In 12 juli 1919 was de maatschappij alweer weg; opvolger was "Dunlop & Co, in effecten en assurantiën", komende van Damrak 74.
Het gebouw draagt het stempel van Van Arkel; hij ontwierp voor diverse gebouwen een torentje op een hoek, zoals voor de gebouwen Helios (Spui), Astoria (Keizersgracht) en zijn eigen kantoor. Verder paste hij veel zandsteen in de voorgevel toe en is het gebouw asymmetrisch en heeft een ongelijke etagering (deels 2 en deel 4 etages). Van Arkel ontwierp ook de indeling van het interieur.
In de periode 1984-1987 verrees een nieuwe buurman aan de overzijde van de Wijde Lombardsteeg, de Optiebeurs van Cees van Dam. Ook daarin kwam tussen 1995 en 2012 een verzekeraar te werken Fortis.
In 1989 was er nog geen sprake van een monument. De Volkskrant van 3 februari 1989 sprak van een “platvloers niveau”, “smakeloos gebouw”, “kitsch” en “op de monumentenlijst zal je het niet vinden”. Tegelijkertijd sprak Het Parool bewonderend over het ranke torentje van het gebouw.
Het oorspronkelijke oude deel werd op 11 december 2001 opgenomen in het monumentenregister. De bolvormige dakafsluiting werd tussen 2013 en 2021 nog vervangen.
In die periode moest het gebouw grondig verbouwd worden vanwege de eisen van de tijd; daarbij moest echter rekening gehouden worden met monumentschap, begeleidend architect was Claudio Varone.
De naam van de eerste eigenaar en opdrachtgever is ook in 2021 nog duidelijk boven in de gevel leesbaar, volgens het monumentenregister is het verwerkt in een mozaïek. Onder de naam is een zeilschip zichtbaar. Minder duidelijk is de naam van de architect, uitgespaard in een hoeksteen.
Jarenlang voer een pontje over het water Rokin tegenover de Lombardsteeg.

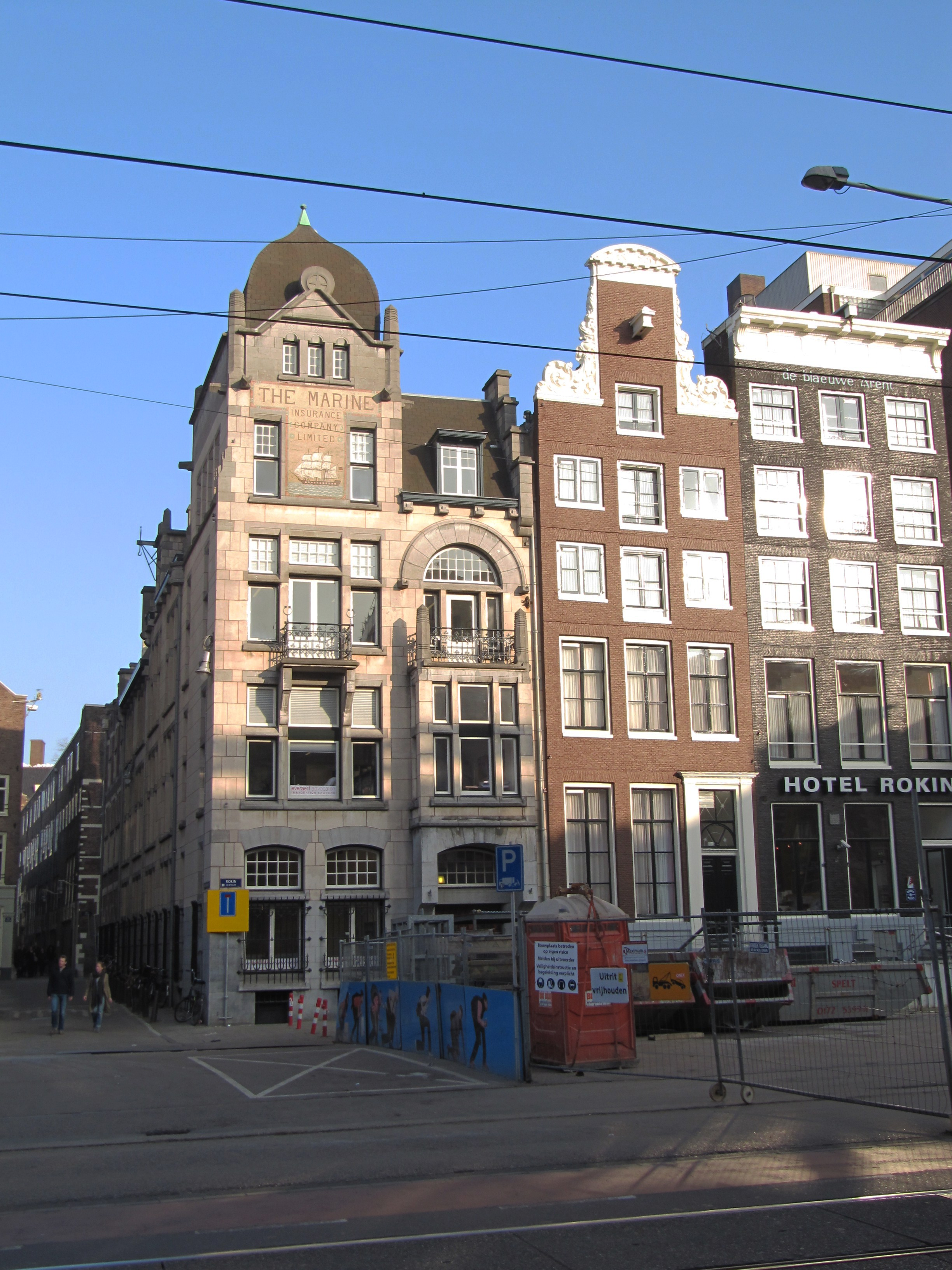
Rokin 69 (links met bolvormig dak) en 71 (rechts met klokgevel) (2013)

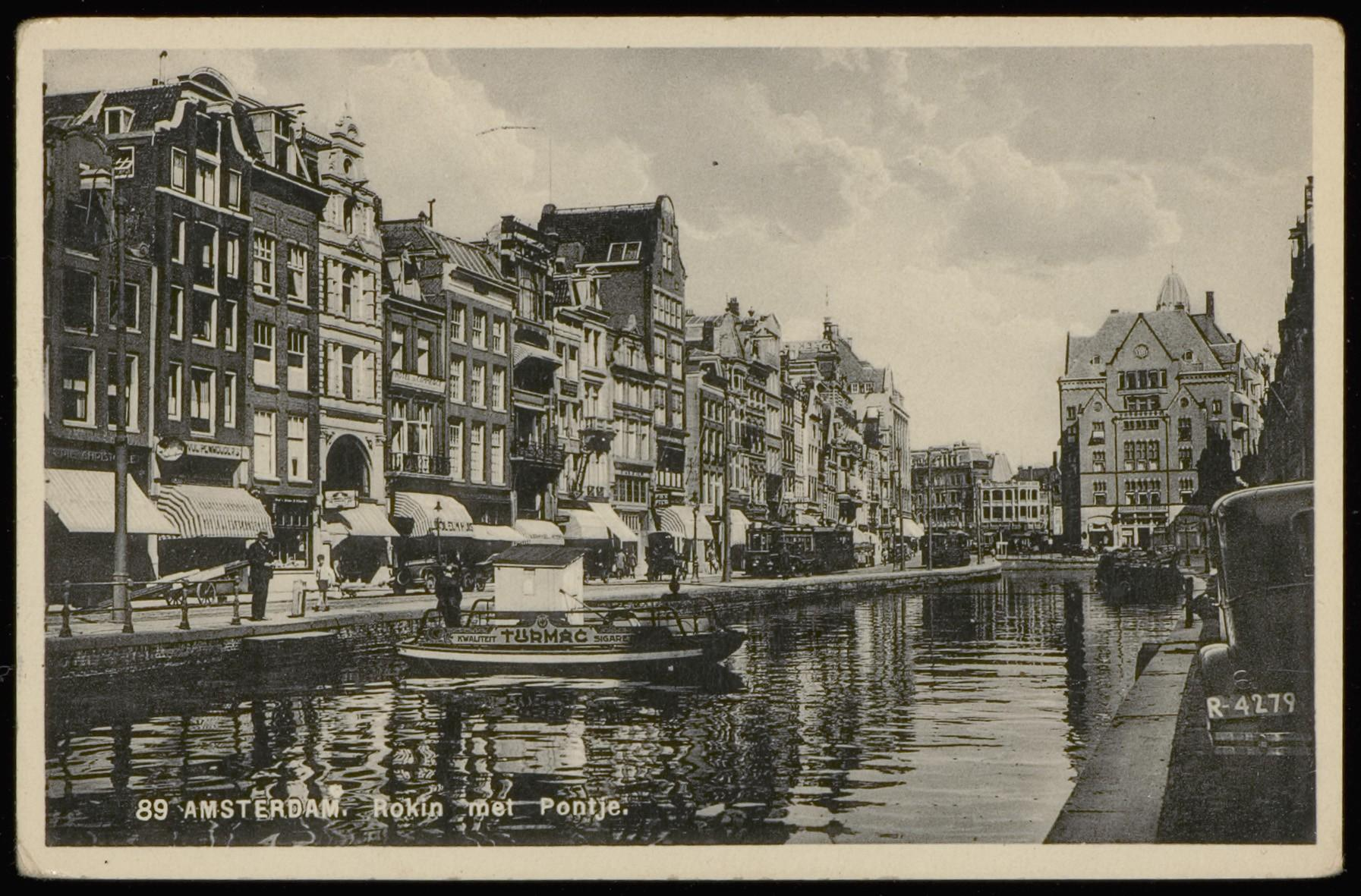
Rokinpontje (circa 1910)